# Greg Watanabe
Greg Watanabe é um ator estadunidense, mais conhecido pelo papel de Isaac na telenovela Watch Over Me. Ele também é reconhecido por seu trabalho em filmes independentes como Life Tastes Good, Only the Brave e Americanese. Watanabe é um membro fundador do grupo de comediantes descendentes de asiáticos 18 Mighty Mountain Warrior.

## Filmografia

### Televisão
- 2007 Watch Over Me como Isaac
- 2005 Curb Your Enthusiasm como Yoshi
- 2005 Crossing Jordan como Sr. Lee Zhang
- 2004 Asian Street Comedy como vários personagens

### Cinema
- 2006 Americanese como Wood Ding
- 2005 Only the Brave como Freddy Watada
- 2005 True Love & Mimosa Tea como Daniel Chang-LaRue
- 1999 Life Tastes Good como Howard Sado
- 1994 You Not Chinese como Sam Kato